# 1 Apokalipsa Jana
1 Apokalipsa Jana – grecki apokryf Nowego Testamentu o charakterze apokaliptycznym.

## Charakterystyka
Jest to grecki apokryf z VI bądź VII wieku, pierwszy raz wspomniany w IX wieku w Scholii do gramatyki Dionizego Traka. Przytacza on zapytania, które Jan Ewangelista miał zadać Jezusowi na temat rzeczy ostatecznych (m.in. paruzji, Antychrysta, zmartwychwstania czy sądu ostatecznego), i szczegółowe odpowiedzi Jezusa, wynikające z zaciekawienia autora eschatologią. Podobną formę pytań i odpowiedzi przyjmuje inny apokryf, Zapytania Jana. Autor utworu szeroko wykorzystuje cytaty biblijne, pojawiają się również rzekome cytaty, których nie da się zidentyfikować.